# Börek

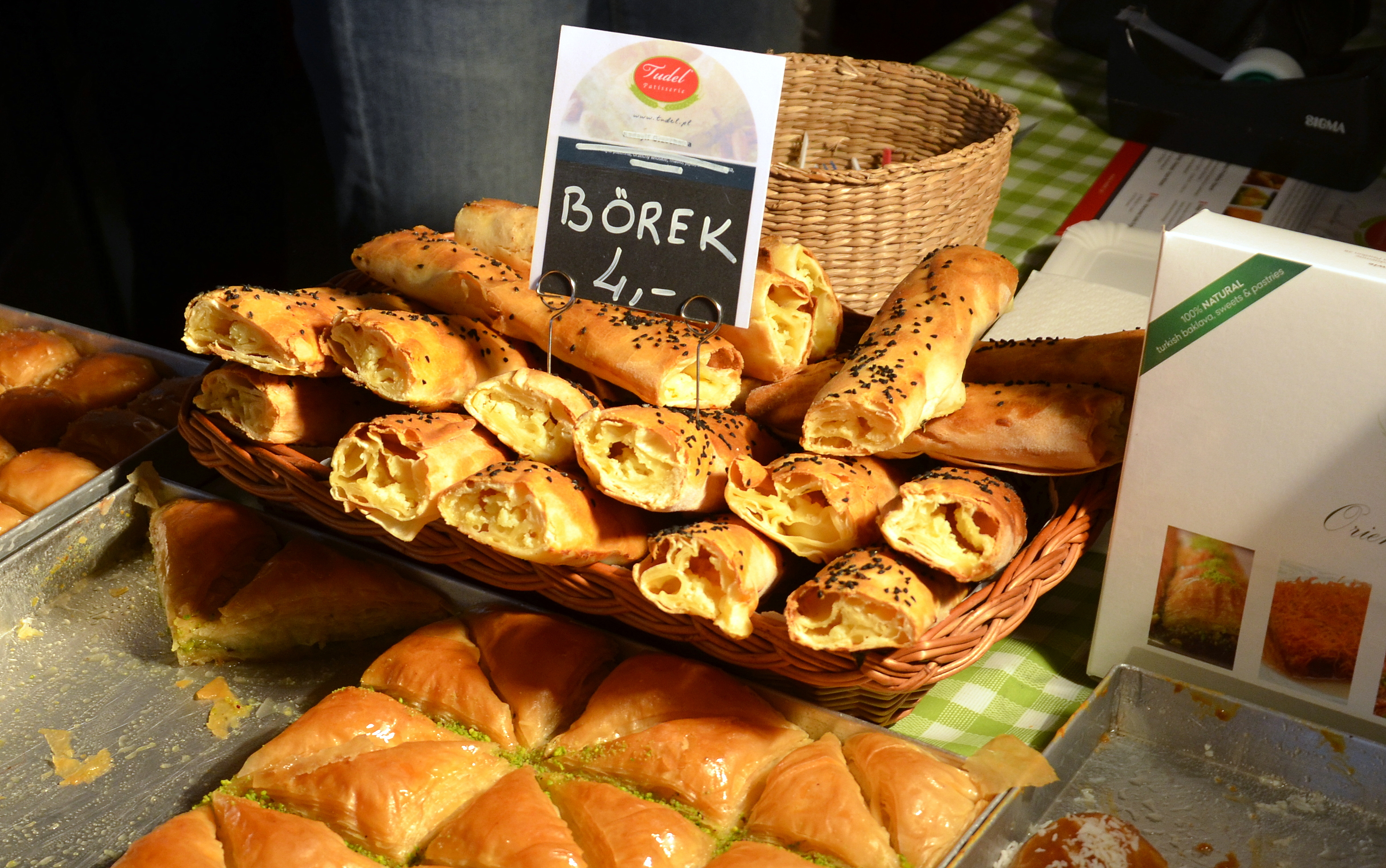
Börek turco en Cracovia.

El börek (idioma turco), boreca o bureca es una especie de empanada o pastel que está presente en la tradición culinaria de los países que formaron parte del Imperio otomano. Se elaboran con una masa especial llamada yufka (la masa filo) y se rellenan generalmente con çökelek (un tipo de queso blanco turco) o beyaz peynir («queso blanco» en turco, similar al feta), carne picada o verduras y hortalizas, como la espinaca.

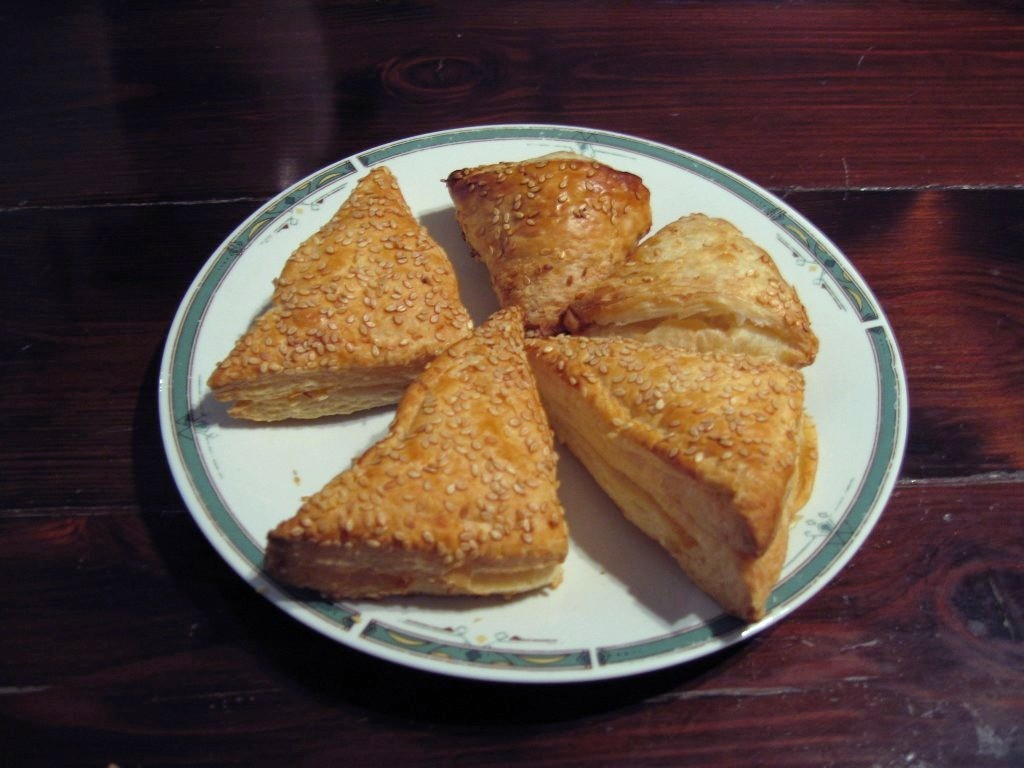
Tres burekas israelíes rellenas de patata y queso.

## Etimología
El börek probablemente se originó en la cocina turca y otomana (cf. Baklava). "Börek" es una palabra turca para este plato en capas, y se aplica a una serie de variedades. Sólo en el idioma turco tiene la palabra 'börek' una amplia semántica. En los otros idiomas se ha tomado prestada la palabra y se ha convertido en algo más específico.
El nombre proviene de la raíz turca bur- 'retorcer' como en serbio, donde la palabra savijača (de savijati) y gibanica (procedente de gibati) también describe un plato con capas similar, y tiene las mismas raíces en el significado de 'retorcido', o quizás del persa būrek. (Según el etimólogo turco Sevan Nişanyan, la palabra persa muy posiblemente ha sido derivada del idioma turco.)

## Börek (Turquía)

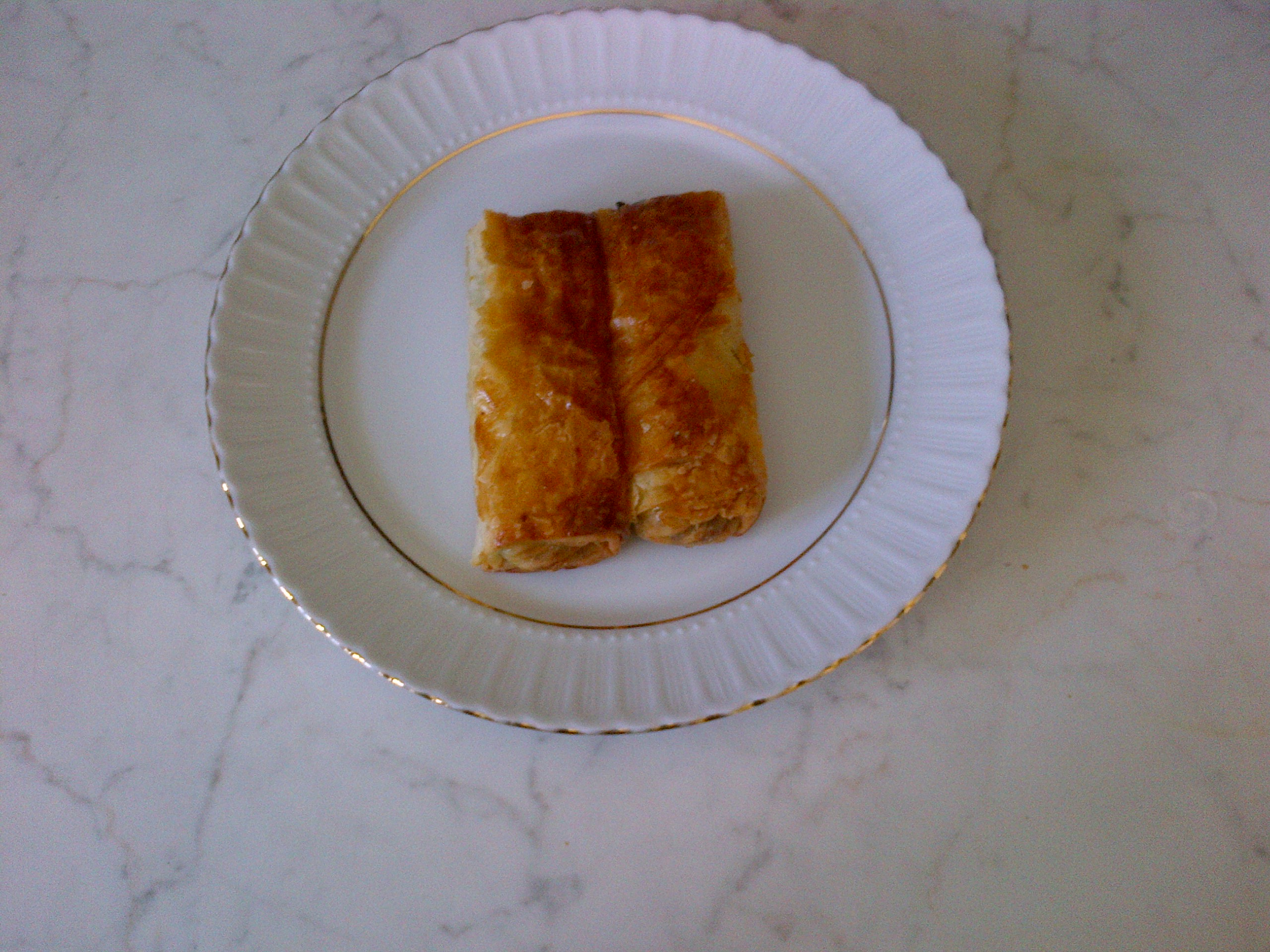
"Kol böreği", con espinaca, una de las muchas variedades de börek que existen en la cocina turca.

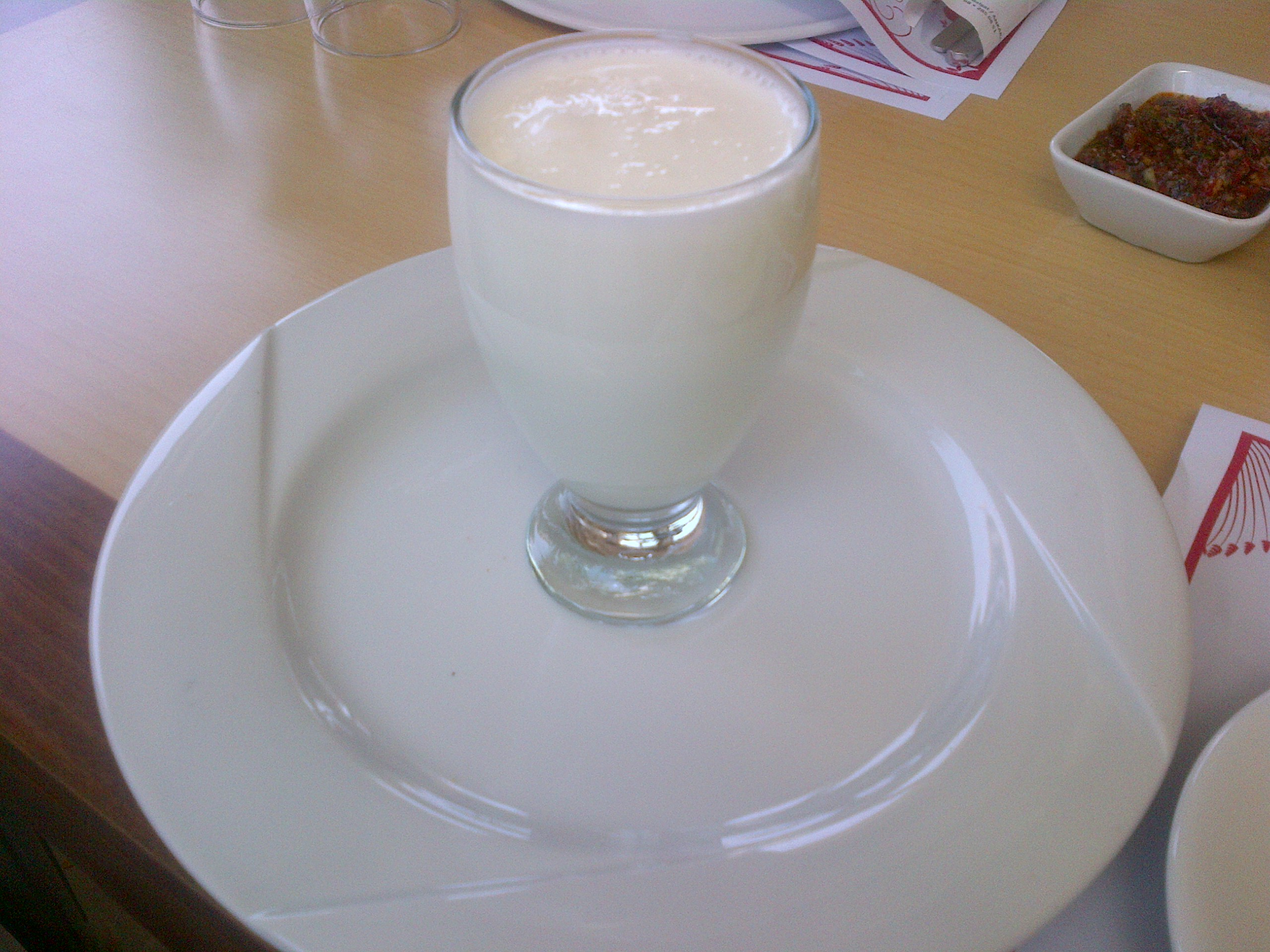
Ayran, bebida tradicional turca; junto a té turco es el acompañiamiento más común de börek en la cocina turca.

En Turquía existen muchas variedades de börek. La más conocida de estas se denomina su böreği ("börek de agua") y es elaborado con queso blanco, lor o çökelek (dos tipos de queso blanco sin sal). El börek generalmente se consume acompañado de ayran o té turco.

## Burek (antigua Yugoslavia)
En la antigua Yugoslavia, el burek no es usado como un hiperónimo (como pastel, tarta, etc.), como en turco. Tiene dos realizaciones diferentes, una en Serbia y la otra en Bosnia (por todas las tres nacionalidades: bosnios, serbios y croatas). Ambos platos se elaboran en la actualidad en Croacia y Eslovenia también, pues fueron llevados por los panaderos de Albania y Bosnia durante los 1960s.

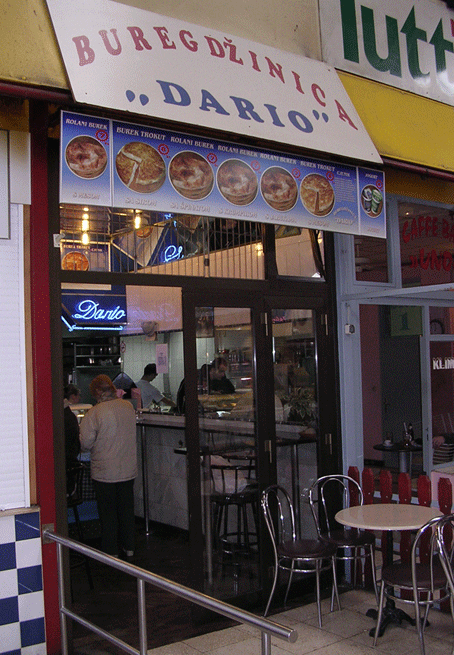
Buregdžinica en Zagreb.

El burek se ofrece muy habitualmente en las panaderías, y se toma generalmente como una comida rápida". Se sirve acompañado con yogur. Aparte de la venta en las panaderías, se puede adquirir en tiendas especializadas donde se venden burek (o incluso las pitas) y yogur; a estas tiendas se las denomina buregdžinica en bosnio/serbo-croata (o бурекџилница en macedonio). Los buregdžinicas en la actualidad son las únicas panaderías que existían antes de los años 1800s. Son muy comunes en Bosnia y Herzegovina, y en Croacia, Macedonia, Montenegro y Serbia. En Belgrado no hubo buregžinicas hasta los años 1990s a partir de que el burek se empezara a  vender habitualmente.

### Burek serbio (redondo)
En Serbia la palabra burek se refiere a un alimento de masa. Las capas gruesas de la pasta son exprimidas con el relleno y contiene abundante grasa que se cocina en una cacerola redonda. Los rellenos que tradicionalmente se han empleado son carne de ternera o queso. El burek prazan ("vacío") también se hace tradicionalmente. Las variantes adicionales incluyen rellenos de manzana, cereza, setas, y una variante moderna, ”pizza“ burek.
La receta para el burek “redondo” moderno fue desarrollada en la ciudad serbia de Niš, en donde fue introducida por el renombrado panadero turco Mehmed Oglu Estambul en 1498.
El burek “serbio” llegó a ser popular en Croacia y Eslovenia a mediados del siglo XX. El primer burek en Zagreb fue elaborado por los panaderos albaneses famosos cerca de la estación de ferrocarril principal (Kolodvor), después de acabada la Segunda Guerra Mundial.

### Burek bosnio (enrollado)

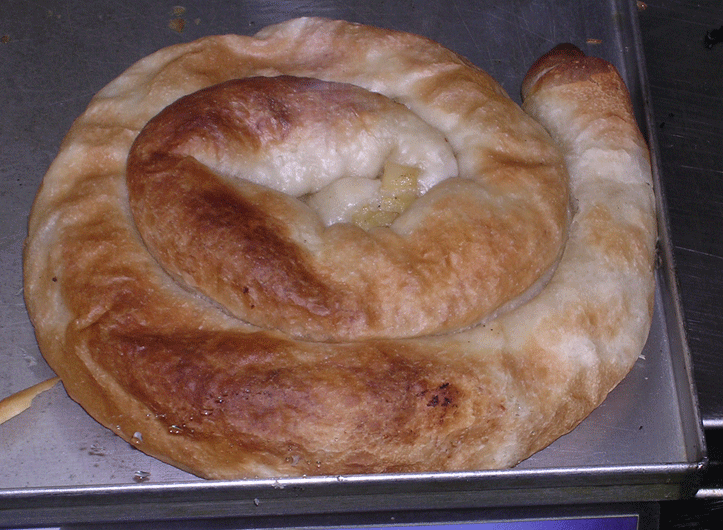
Típico burek bosnio (enrollado).

En Bosnia y Herzegovina el burek es una palabra que se refiere solamente a otra clase de plato elaborado con masa y solamente cuando se ha llenado de carne picada. Se rellenan las capas finas de la pasta y entonces se enrolla. El mismo plato con requesón se llama el sirnica y se rellena de espinacas; el zeljanica es de queso; existe uno con patata que se denomina krompiruša, y todos ellos se refieren a menudo como pita (trans. empanada).
Esta clase de plato de masa es muy popular en Croacia, donde fue importada por croatas bosnios. En ciudades serbias el plato bosnio de masa fue importado por los refugiados de la guerra civil en los años 90, y generalmente se llama sarajevske pite o bosanske pite (Sarajevo/empanadas bosnias). Existen algunos platos similares, aunque con algunas capas más y algo más delgadas que se denominan savijača o sólo pita en Serbia. Sin embargo, éstos son generalmente hechos en casa y no ofrecidos tradicionalmente en panaderías.
En Bosnia el burek es solamente un plato especial de masa de pan relleno de carne. Hay una tendencia en la lengua croata, a utilizar de forma indeterminada el burek solamente para el plato de la masa de pan con queso. En Serbia, uno debe decir siempre el burek + relleno (sa mesom por ejemplo: “con carne”).

## Byrek (Albania)
En Albania este plato se denomina "byrek" (que en albanés significa: pastel). La mayoría de los pasteles de la cocina albanesa no son dulces, y se pueden encontrar salados, contienen carne o cualquier verdura. Se sirve con los platos principales.

## Cómo se come
El burek redondo se suele pedir por peso y por el contenido de relleno. Se suele comer con la mano y servido con un papel que retiene las manchas grasientas (excepto en Belgrado, en donde suele comer con tenedor para partirlo en trozos más pequeños). Se suele acompañar de yogur.